# 保羅派
保羅派（Paulicians），為650年在東羅馬帝國亞美尼亞地區的一個宗教團體，創導人是康斯坦丁-西爾瓦努斯（Constantine-Silvanus）。其理念屬善惡二元論，與摩尼教觀念類似，被中世纪基督教认为是異端。
該派認為只有《四福音》及保羅的教導才是天啟，其餘的書卷和《舊約》都是來自惡靈所啟示的。認為世界是俗世惡靈所造，善神為搶救世界，派天使成為人的樣子來到世間，就是耶穌。該派反對國教東正教的形式主義，包括羅馬、希臘、亞美尼亞的教會，認為彼得是惡靈的一個使者，所以教會既然奠基在彼得上，那教會也是屬於撒但化的。所有物質與身體都是惡靈的產物，所以反對一切的偶像、聖職、聖餐、禮儀等。
在8世紀反圖像爭議期間，對保羅派的逼迫才停止，但到9世紀第七次大公會議後，攝政皇后狄奧多拉（?-867年）及米海爾三世又開始下令屠殺保羅派。8世紀至9世紀中把他們從亞美尼亞遷到巴爾幹，防備保加利亞人與斯拉夫人的入侵，但最後這些保加利亞人接受保羅派的信仰，形成一個新的宗教「波各米勒派」。

## 外部連結
- 保羅派於《天主教百科全書》